# 台湾鉄路管理局DR2510型気動車
DR2510型気動車（ディーアール2510がたきどうしゃ）は、台湾鉄路管理局（台鉄）の支線用気動車である。

## 概要
1990年代初め、台鉄の支線用気動車として使用されていたDR2100型 - DR2400型は、台湾総督府鉄道時代に製造され、度重なる更新改造を行いながら使用されていたが、老朽化しているために、新たな車両への置き換えが必要になっていた。そこで、1991年に唐栄鉄工所（現在の台湾車両）で2両が試作されたのが、DR2510型気動車である。
台鉄では、早速同車の試運転を始めたが、その成績は台鉄の要求を下回るものであった。結局、同形式の増備は見送られ、DR2510型は45DR2511・45DR2512の2両のみで取り止めとなった。

## 使用状況
DR2510型は、ひとまず海線において柴油普通車として使用され、さらに内湾線において使用された。1998年にDR1000型が製造されると、2両とも南廻線に転用され、柴快車として使用された。しかし2004年に液体変速機の故障が発生し、2両とも使用停止された。
2005年、桃園県政府によって林口線の旅客営業を開始するにあたり、台鉄に車両借用の要請を行った。台鉄では、休車となっていたDR2510型を貸し出すこととし、故障箇所を修繕の上、2両揃って同線で運用されることになった。しかし、故障の多さは相変わらずで、翌2006年にはDR1000型に置き換えられ、休車となった。
その後長らく休車留置が続いていたが、2014年になって、「2014仲夏寶島號花東首航」に使用されるために修理が行われ、同年8月に台東線で試運転が行われた。現在、臨時列車用として使用されている。